# Diego Doldán
Diego Javier Doldán Zacarías (n. Asunción, Paraguay, 6 de febrero de 1987) es un futbolista paraguayo. Juega de delantero y su equipo actual es el General Díaz de la Primera División de Paraguay.

## Familia
Diego es hijo del exfutbolista Julio Javier Doldán, recordado por su paso exitoso en el Deportes Tolima de Colombia. además el hermano mayor del también futbolista Julio Sebastián Doldán.

## Clubes
| Club                         | País     | Año             |
| ---------------------------- | -------- | --------------- |
| Independiente (Campo Grande) | Paraguay | 2012            |
| General Díaz                 | Paraguay | 2013 - 2015     |
| Liga de Loja                 | Ecuador  | 2015            |
| General Díaz                 | Paraguay | 2016 - Presente |